# Побєда (Каменномостське сільське поселення)
Побєда (рос. Победа) — селище Майкопського району Адигеї Росії. Входить до складу Каменномостського сільського поселення.
Населення — 157 осіб (2015 рік).